# Isole Chalpili
Le isole Chalpili (in russo острова Халпили?) sono 2 piccole isole della Russia nel mare di Ochotsk. Amministrativamente appartengono al Severo-Ėvenskij rajon dell'oblast' di Magadan, nel Circondario federale dell'Estremo Oriente. Le isole si trovano vicino alla costa occidentale della penisola di Tajgonos, nella baia della Gižiga, a ovest di una penisola che racchiude a nord la piccola insenatura del golfo Srednij. Nei pressi delle isole, che distano una dall'altra circa 2 miglia, si trovano degli scogli. In direzione nord-ovest, vicina alla costa, è situata l'isola Morskaja Matuga.